# マダムシンコのスイーツドリーマー
『マダムシンコのスイーツドリーマー』は、TOKYO MXで放送されていたバラエティ番組である。

## 概要
関西で人気の洋菓子店「マダムシンコ」による素人参加型のチャレンジ番組。スイーツ作りなら誰にも負けないという素人パティシエがオリジナルスイーツを持ってプロのパティシエや一流料理人が審査を行う。
見事審査を通すことが出来れば、賞金30万円の贈呈。また、優秀作品は商品化も行う。

## 出演者
- 川村信子（株式会社カウカウフードシステム代表取締役会長）
- 川村幸治（カウカウフードシステム代表取締役社長）
- 梅田淳（元・関西テレビアナウンサー）

## コーナー
VOICE OF SHINCO
元銀座ホステスでもあり、波乱万丈の人生を生きる川村信子が視聴者の相談や悩みに答える。
ようこそ!マダムシンコへ
洋菓子店「マダムシンコ」の魅力や秘密等に迫る。

## 紹介スイーツ
点数は120点満点で採点。採点するのは川村信子と「マダムシンコ」関係者。
- 黒ゴマときなこのしましまケーキ（90点）
- ボーロ・デ・セノーラ＆アロス・ドーセ（95点）
- じゅわっ!!とオレンジ!!（73点）
- 韃靼そば茶プリン（108点）
- エンジェルジンジャー（89点）
- ワイン de タルト（99点）
- 出雲で叶った縁結び☆（100点）
- 香るTEAラミス（94点）
- 緑の金貨&黒い真珠（82点）
- 贅沢抹茶ショコラ（106点）
- ハニカミサンタ（89点）
- アサイーと苺のコラーゲンムース（94点）
- ゆめ◎バウム（104点）